# Hoffman Ledge
Die Hoffman Ledge ist ein abgeflachter Bergrücken im ostantarktischen Viktorialand. Mit einer Länge von 3 km und einer Breite von 0,8 km ragt er westlich des Dais Col aus der Hochebene Labyrinth im Wright Valley auf. Der relativ ebene Bergrücken erreicht westlich und nördlich des Healy Trough eine Meereshöhe von 1000 m. Klippen und Hänge am Rand des Bergrückens erheben sich 50 bis 100 m aus dem Healy Trough.
Das Advisory Committee on Antarctic Names benannte ihn 2004 nach Jack Edward Hoffman (1923–1996), der von 1973 bis 1976 die Aufsicht über das Bohrprojekt Neuseelands in den Antarktischen Trockentälern innehatte.